# Rivière Mannic
Rivière Mannic är ett vattendrag i Kanada.   Det ligger i provinsen Québec, i den östra delen av landet, 1 500 km norr om huvudstaden Ottawa.
Runt Rivière Mannic är det mycket glesbefolkat, med 2 invånare per kvadratkilometer.